# Tournoi de tennis de Stanford
Le tournoi de Stanford est un tournoi de tennis féminin se disputant à Stanford (en Californie) sur dur en juillet.
Ce tournoi fait partie des US Open Series. La première édition remonte à 1971.
Depuis sa création, l'épreuve s'est successivement tenue à trois endroits :
- de 1971 à 1977, sur dur et en extérieur, à San Francisco ;
- de 1979 à 1996, sur surface synthétique et en salle, à Oakland (sauf en 1987, à San Francisco) ;
- de 1997 à 2017, sur dur et en extérieur, à Stanford, en juillet.

En 2023, après une pause de 5 ans, le tournoi revient à Stanford en catégorie WTA 125.
Avec quatre titres, Martina Navrátilová et Kim Clijsters ont le record du nombre de victoires en simple.

## Palmarès

### Simple
| No       | Date       | Nom et lieu du tournoi                         | Catégorie      | Dotation       | Surface         | Vainqueure           | Finaliste           | Score           |                |
| -------- | ---------- | ---------------------------------------------- | -------------- | -------------- | --------------- | -------------------- | ------------------- | --------------- | -------------- |
| 1        | 05-04-1952 | Bay Counties Invitational, San Francisco       |                | NC             | Dur (ext.)      | Maureen Connolly     | Dorothy Head        | 6-1, 6-4        |                |
| Ère Open |            |                                                |                |                |                 |                      |                     |                 |                |
| 2        | 24-02-1969 | Oakland Pros, Hayward                          |                | 18000 $        | Moquette (int.) | Billie Jean King     | Ann Haydon-Jones    | 6-3, 6-2        | Tableau        |
|          | 1970       | Pas de tournoi                                 | Pas de tournoi | Pas de tournoi | Pas de tournoi  | Pas de tournoi       | Pas de tournoi      | Pas de tournoi  | Pas de tournoi |
| 3        | 06-01-1971 | British Motor Cars Invitation, San Francisco   | VS Tour        | 15 200 $       | Dur (int.)      | Billie Jean King     | Rosie Casals        | 6-3, 6-4        | Tableau        |
| 4        | 12-01-1972 | British Motor Cars Invitation, San Francisco   | VS Tour        | 17 000 $       | Dur (ext.)      | Billie Jean King     | Kerry Melville      | 7-60, 7-62      | Tableau        |
| 5        | 16-01-1973 | British Motor Cars Invitation, Oakland         |                | 25 000 $       | Moquette (int.) | Margaret Smith Court | Kerry Melville      | 6-3, 6-3        | Tableau        |
| 6        | 13-01-1974 | Virginia Slims of San Francisco, San Francisco | VS Tour        | 50 000 $       | Moquette (int.) | Billie Jean King     | Chris Evert         | 7-6, 6-2        | Tableau        |
| 7        | 06-01-1975 | Virginia Slims of San Francisco, San Francisco | VS Tour        | 75 000 $       | Moquette (int.) | Chris Evert          | Billie Jean King    | 6-1, 6-1        | Tableau        |
| 8        | 01-03-1976 | Virginia Slims of San Francisco, San Francisco |                | 75 000 $       | Moquette (int.) | Chris Evert          | Evonne Goolagong    | 7-5, 7-62       | Tableau        |
| 9        | 28-02-1977 | Virginia Slims of San Francisco, San Francisco |                | 100 000 $      | Moquette (int.) | Sue Barker           | Virginia Wade       | 6-3, 6-4        | Tableau        |
|          | 27-03-1978 | Pas de tournoi                                 | Pas de tournoi | Pas de tournoi | Pas de tournoi  | Pas de tournoi       | Pas de tournoi      | Pas de tournoi  | Pas de tournoi |
| 10       | 08-01-1979 | Avon Championships of California, Oakland      |                | 125 000 $      | Moquette (int.) | Martina Navrátilová  | Chris Evert         | 7-5, 7-5        | Tableau        |
| 11       | 11-02-1980 | Avon Championships of California, Oakland      |                | 150 000 $      | Moquette (int.) | Martina Navrátilová  | Evonne Goolagong    | 6-1, 7-6        | Tableau        |
| 12       | 09-02-1981 | Avon Championships of California, Oakland      |                | 150 000 $      | Moquette (int.) | Andrea Jaeger        | Virginia Wade       | 6-3, 6-1        | Tableau        |
| 13       | 22-02-1982 | Avon Championships of California, Oakland      | Champ’s        | 150 000 $      | Moquette (int.) | Andrea Jaeger        | Chris Evert         | 7-6, 6-4        | Tableau        |
| 14       | 21-02-1983 | Virginia Slims of Oakland, Oakland             |                | 150 000 $      | Moquette (int.) | Bettina Bunge        | Sylvia Hanika       | 6-3, 6-3        | Tableau        |
| 15       | 09-01-1984 | Virginia Slims of California, Oakland          | VS Tour C3     | 150 000 $      | Moquette (int.) | Hana Mandlíková      | Martina Navrátilová | 7-6, 3-6, 6-4   | Tableau        |
| 16       | 18-02-1985 | Virginia Slims of California, Oakland          |                | 150 000 $      | Moquette (int.) | Hana Mandlíková      | Chris Evert         | 6-2, 6-4        | Tableau        |
| 17       | 24-02-1986 | Virginia Slims of California, Oakland          |                | 150 000 $      | Moquette (int.) | Chris Evert          | Kathy Jordan        | 6-2, 6-4        | Tableau        |
| 18       | 09-02-1987 | Virginia Slims of California, San Francisco    |                | 150 000 $      | Moquette (int.) | Zina Garrison        | Sylvia Hanika       | 7-5, 4-6, 6-3   | Tableau        |
| 19       | 15-02-1988 | Virginia Slims of California, Oakland          | Tier III       | 250 000 $      | Moquette (int.) | Martina Navrátilová  | Larisa Savchenko    | 6-1, 6-2        | Tableau        |
| 20       | 20-02-1989 | Virginia Slims of California, Oakland          | Tier III       | 250 000 $      | Moquette (int.) | Zina Garrison        | Larisa Savchenko    | 6-1, 6-1        | Tableau        |
| 21       | 29-10-1990 | Virginia Slims of California, Oakland          | Tier II        | 350 000 $      | Moquette (int.) | Monica Seles         | Martina Navrátilová | 6-3, 7-6        | Tableau        |
| 22       | 04-11-1991 | Virginia Slims of California, Oakland          | Tier II        | 350 000 $      | Moquette (int.) | Martina Navrátilová  | Monica Seles        | 6-3, 3-6, 6-3   | Tableau        |
| 23       | 02-11-1992 | Bank of the West Classic, Oakland              | Tier II        | 350 000 $      | Moquette (int.) | Monica Seles         | Martina Navrátilová | 6-3, 6-4        | Tableau        |
| 24       | 01-11-1993 | Bank of the West Classic, Oakland              | Tier II        | 375 000 $      | Moquette (int.) | Martina Navrátilová  | Zina Garrison       | 6-2, 7-6        | Tableau        |
| 25       | 31-10-1994 | Bank of the West Classic, Oakland              | Tier II        | 400 000 $      | Moquette (int.) | Arantxa Sánchez      | Martina Navrátilová | 1-6, 7-6, 7-6   | Tableau        |
| 26       | 30-10-1995 | Bank of the West Classic, Oakland              | Tier II        | 430 000 $      | Moquette (int.) | Magdalena Maleeva    | Ai Sugiyama         | 6-3, 6-4        | Tableau        |
| 27       | 04-11-1996 | Bank of the West Classic, Oakland              | Tier II        | 450 000 $      | Moquette (int.) | Martina Hingis       | Monica Seles        | 6-2, 6-0        | Tableau        |
| 28       | 21-07-1997 | Bank of the West Classic, Stanford             | Tier II        | 450 000 $      | Dur (ext.)      | Martina Hingis       | Conchita Martínez   | 6-0, 6-2        | Tableau        |
| 29       | 27-07-1998 | Bank of the West Classic, Stanford             | Tier II        | 450 000 $      | Dur (ext.)      | Lindsay Davenport    | Venus Williams      | 6-4, 5-7, 6-4   | Tableau        |
| 30       | 26-07-1999 | Bank of the West Classic, Stanford             | Tier II        | 520 000 $      | Dur (ext.)      | Lindsay Davenport    | Venus Williams      | 7-6, 6-2        | Tableau        |
| 31       | 24-07-2000 | Bank of the West Classic, Stanford             | Tier II        | 535 000 $      | Dur (ext.)      | Venus Williams       | Lindsay Davenport   | 6-1, 6-4        | Tableau        |
| 32       | 23-07-2001 | Bank of the West Classic, Stanford             | Tier II        | 565 000 $      | Dur (ext.)      | Kim Clijsters        | Lindsay Davenport   | 6-4, 6-75, 6-1  | Tableau        |
| 33       | 22-07-2002 | Bank of the West Classic, Stanford             | Tier II        | 585 000 $      | Dur (ext.)      | Venus Williams       | Kim Clijsters       | 6-3, 6-3        | Tableau        |
| 34       | 21-07-2003 | Bank of the West Classic, Stanford             | Tier II        | 635 000 $      | Dur (ext.)      | Kim Clijsters        | Jennifer Capriati   | 4-6, 6-4, 6-2   | Tableau        |
| 35       | 12-07-2004 | Bank of the West Classic, Stanford             | Tier II        | 585 000 $      | Dur (ext.)      | Lindsay Davenport    | Venus Williams      | 7-64, 5-7, 7-64 | Tableau        |
| 36       | 25-07-2005 | Bank of the West Classic, Stanford             | Tier II        | 585 000 $      | Dur (ext.)      | Kim Clijsters        | Venus Williams      | 7-5, 6-2        | Tableau        |
| 37       | 25-07-2006 | Bank of the West Classic, Stanford             | Tier II        | 600 000 $      | Dur (ext.)      | Kim Clijsters        | Patty Schnyder      | 6-4, 6-2        | Tableau        |
| 38       | 23-07-2007 | Bank of the West Classic, Stanford             | Tier II        | 600 000 $      | Dur (ext.)      | Anna Chakvetadze     | Sania Mirza         | 6-3, 6-2        | Tableau        |
| 39       | 14-07-2008 | Bank of the West Classic, Stanford             | Tier II        | 600 000 $      | Dur (ext.)      | Aleksandra Wozniak   | Marion Bartoli      | 7-5, 6-3        | Tableau        |
| 40       | 27-07-2009 | Bank of the West Classic, Stanford             | Premier        | 700 000 $      | Dur (ext.)      | Marion Bartoli       | Venus Williams      | 6-2, 5-7, 6-4   | Tableau        |
| 41       | 26-07-2010 | Bank of the West Classic, Stanford             | Premier        | 700 000 $      | Dur (ext.)      | Victoria Azarenka    | Maria Sharapova     | 6-4, 6-1        | Tableau        |
| 42       | 25-07-2011 | Bank of the West Classic, Stanford             | Premier        | 721 000 $      | Dur (ext.)      | Serena Williams      | Marion Bartoli      | 7-5, 6-1        | Tableau        |
| 43       | 09-07-2012 | Bank of the West Classic, Stanford             | Premier        | 740 000 $      | Dur (ext.)      | Serena Williams      | Coco Vandeweghe     | 7-5, 6-3        | Tableau        |
| 44       | 22-07-2013 | Bank of the West Classic, Stanford             | Premier        | 795 707 $      | Dur (ext.)      | Dominika Cibulková   | Agnieszka Radwańska | 3-6, 6-4, 6-4   | Tableau        |
| 45       | 28-07-2014 | Bank of the West Classic, Stanford             | Premier        | 710 000 $      | Dur (ext.)      | Serena Williams      | Angelique Kerber    | 7-61, 6-3       | Tableau        |
| 46       | 03-08-2015 | Bank of the West Classic, Stanford             | Premier        | 665 900 $      | Dur (ext.)      | Angelique Kerber     | Karolína Plíšková   | 6-3, 5-7, 6-4   | Tableau        |
| 47       | 18-07-2016 | Bank of the West Classic, Stanford             | Premier        | 687 900 $      | Dur (ext.)      | Johanna Konta        | Venus Williams      | 7-5, 5-7, 6-2   | Tableau        |
| 48       | 31-07-2017 | Bank of the West Classic, Stanford             | Premier        | 710 900 $      | Dur (ext.)      | Madison Keys         | Coco Vandeweghe     | 7-64, 6-4       | Tableau        |
|          | 2018-2022  | Pas de tournoi                                 | Pas de tournoi | Pas de tournoi | Pas de tournoi  | Pas de tournoi       | Pas de tournoi      | Pas de tournoi  | Pas de tournoi |
| 49       | 14-08-2023 | Golden Gate Open at Stanford, Stanford         | WTA 125        | 115 000 $      | Dur (ext.)      | Wang Yafan           | Kamilla Rakhimova   | 6-2, 6-0        | Tableau        |

### Double
| No | Date       | Nom et lieu du tournoi                        | Catégorie      | Dotation       | Surface         | Vainqueures                           | Finalistes                           | Score              |                |
| -- | ---------- | --------------------------------------------- | -------------- | -------------- | --------------- | ------------------------------------- | ------------------------------------ | ------------------ | -------------- |
| 1  | 06-01-1971 | British Motor Cars Invitation San Francisco   | VS Tour        | 15 200 $       | Dur (int.)      | Billie Jean King Rosie Casals         | Ann Haydon-Jones Françoise Dürr      | 6-4, 6-7, 6-1      | Tableau        |
| 2  | 12-01-1972 | British Motor Cars Invitation San Francisco   | VS Tour        | 17 000 $       | Dur (ext.)      | Rosie Casals Virginia Wade            | Judy Tegart-Dalton Françoise Dürr    | 6-3, 5-7, 6-2      | Tableau        |
| 3  | 16-01-1973 | British Motor Cars Invitation Oakland         |                | 25 000 $       | Moquette (int.) | Margaret Smith Court Lesley Hunt      | Wendy Overton Valerie Ziegenfuss     | 6-1, 7-5           | Tableau        |
| 4  | 13-01-1974 | Virginia Slims of San Francisco San Francisco | VS Tour        | 50 000 $       | Moquette (int.) | Chris Evert Billie Jean King          | Françoise Dürr Betty Stöve           | 6-4, 6-2           | Tableau        |
| 5  | 06-01-1975 | Virginia Slims of San Francisco San Francisco | VS Tour        | 75 000 $       | Moquette (int.) | Chris Evert Billie Jean King          | Rosie Casals Virginia Wade           | 6-2, 7-5           | Tableau        |
| 6  | 01-03-1976 | Virginia Slims of San Francisco San Francisco |                | 75 000 $       | Moquette (int.) | Billie Jean King Betty Stöve          | Rosie Casals Françoise Dürr          | 6-4, 6-1           | Tableau        |
| 7  | 28-02-1977 | Virginia Slims of San Francisco San Francisco |                | 100 000 $      | Moquette (int.) | Kerry Reid Greer Stevens              | Sue Barker Ann Kiyomura              | 6-3, 6-1           | Tableau        |
|    | 27-03-1978 | Pas de tournoi                                | Pas de tournoi | Pas de tournoi | Pas de tournoi  | Pas de tournoi                        | Pas de tournoi                       | Pas de tournoi     | Pas de tournoi |
| 8  | 08-01-1979 | Avon Championships of California Oakland      |                | 125 000 $      | Moquette (int.) | Rosie Casals Chris Evert              | Tracy Austin Betty Stöve             | 3-6, 6-4, 6-3      | Tableau        |
| 9  | 11-02-1980 | Avon Championships of California Oakland      |                | 150 000 $      | Moquette (int.) | Sue Barker Ann Kiyomura               | Greer Stevens Virginia Wade          | 6-0, 6-4           | Tableau        |
| 10 | 09-02-1981 | Avon Championships of California Oakland      |                | 150 000 $      | Moquette (int.) | Rosie Casals Wendy Turnbull           | Martina Navrátilová Virginia Wade    | 6-1, 6-4           | Tableau        |
| 11 | 22-02-1982 | Avon Championships of California Oakland      | Champ’s        | 150 000 $      | Moquette (int.) | Barbara Potter Sharon Walsh           | Kathy Jordan Pam Shriver             | 6-1, 3-6, 7-6      | Tableau        |
| 12 | 21-02-1983 | Virginia Slims of Oakland Oakland             |                | 150 000 $      | Moquette (int.) | Claudia Kohde-Kilsch Eva Pfaff        | Rosie Casals Wendy Turnbull          | 6-4, 4-6, 6-4      | Tableau        |
| 13 | 09-01-1984 | Virginia Slims of California Oakland          | VS Tour C3     | 150 000 $      | Moquette (int.) | Martina Navrátilová Pam Shriver       | Rosie Casals Alycia Moulton          | 6-2, 6-3           | Tableau        |
| 14 | 18-02-1985 | Virginia Slims of California Oakland          |                | 150 000 $      | Moquette (int.) | Hana Mandlíková Wendy Turnbull        | Rosalyn Fairbank Candy Reynolds      | 4-6, 7-5, 6-1      | Tableau        |
| 15 | 24-02-1986 | Virginia Slims of California Oakland          |                | 150 000 $      | Moquette (int.) | Hana Mandlíková Wendy Turnbull        | Bonnie Gadusek Helena Suková         | 7-6, 6-1           | Tableau        |
| 16 | 09-02-1987 | Virginia Slims of California San Francisco    |                | 150 000 $      | Moquette (int.) | Hana Mandlíková Wendy Turnbull        | Zina Garrison Gabriela Sabatini      | 6-4, 7-6           | Tableau        |
| 17 | 15-02-1988 | Virginia Slims of California Oakland          | Tier III       | 250 000 $      | Moquette (int.) | Rosie Casals Martina Navrátilová      | Hana Mandlíková Jana Novotná         | 6-4, 6-4           | Tableau        |
| 18 | 20-02-1989 | Virginia Slims of California Oakland          | Tier III       | 250 000 $      | Moquette (int.) | Patty Fendick Jill Hetherington       | Larisa Savchenko Natasha Zvereva     | 7-5, 3-6, 6-2      | Tableau        |
| 19 | 29-10-1990 | Virginia Slims of California Oakland          | Tier II        | 350 000 $      | Moquette (int.) | Meredith McGrath Anne Smith           | Rosalyn Fairbank Robin White         | 2-6, 6-0, 6-4      | Tableau        |
| 20 | 04-11-1991 | Virginia Slims of California Oakland          | Tier II        | 350 000 $      | Moquette (int.) | Patty Fendick Gigi Fernández          | Martina Navrátilová Pam Shriver      | 6-4, 7-5           | Tableau        |
| 21 | 02-11-1992 | Bank of the West Classic Oakland              | Tier II        | 350 000 $      | Moquette (int.) | Gigi Fernández Natasha Zvereva        | Rosalyn Fairbank Gretchen Rush       | 3-6, 6-2, 6-4      | Tableau        |
| 22 | 01-11-1993 | Bank of the West Classic Oakland              | Tier II        | 375 000 $      | Moquette (int.) | Patty Fendick Meredith McGrath        | Amanda Coetzer Inés Gorrochategui    | 6-2, 6-0           | Tableau        |
| 23 | 31-10-1994 | Bank of the West Classic Oakland              | Tier II        | 400 000 $      | Moquette (int.) | Lindsay Davenport Arantxa Sánchez     | Gigi Fernández Martina Navrátilová   | 7-5, 6-4           | Tableau        |
| 24 | 30-10-1995 | Bank of the West Classic Oakland              | Tier II        | 430 000 $      | Moquette (int.) | Lori McNeil Helena Suková             | Katrina Adams Zina Garrison          | 3-6, 6-4, 6-3      | Tableau        |
| 25 | 04-11-1996 | Bank of the West Classic Oakland              | Tier II        | 450 000 $      | Moquette (int.) | Lindsay Davenport Mary Joe Fernández  | Irina Spîrlea Nathalie Tauziat       | 6-1, 6-3           | Tableau        |
| 26 | 21-07-1997 | Bank of the West Classic Stanford             | Tier II        | 450 000 $      | Dur (ext.)      | Lindsay Davenport Martina Hingis      | Conchita Martínez Patricia Tarabini  | 6-1, 6-3           | Tableau        |
| 27 | 27-07-1998 | Bank of the West Classic Stanford             | Tier II        | 450 000 $      | Dur (ext.)      | Lindsay Davenport Natasha Zvereva     | Larisa Neiland Elena Tatarkova       | 6-4, 6-4           | Tableau        |
| 28 | 26-07-1999 | Bank of the West Classic Stanford             | Tier II        | 520 000 $      | Dur (ext.)      | Lindsay Davenport Corina Morariu      | Anna Kournikova Elena Likhovtseva    | 6-4, 6-4           | Tableau        |
| 29 | 24-07-2000 | Bank of the West Classic Stanford             | Tier II        | 535 000 $      | Dur (ext.)      | Chanda Rubin Sandrine Testud          | Cara Black Amy Frazier               | 6-4, 6-4           | Tableau        |
| 30 | 23-07-2001 | Bank of the West Classic Stanford             | Tier II        | 565 000 $      | Dur (ext.)      | Janet Lee Wynne Prakusya              | Nicole Arendt Caroline Vis           | 3-6, 6-3, 6-3      | Tableau        |
| 31 | 22-07-2002 | Bank of the West Classic Stanford             | Tier II        | 585 000 $      | Dur (ext.)      | Lisa Raymond Rennae Stubbs            | Janette Husárová Conchita Martínez   | 6-1, 6-1           | Tableau        |
| 32 | 21-07-2003 | Bank of the West Classic Stanford             | Tier II        | 635 000 $      | Dur (ext.)      | Cara Black Lisa Raymond               | Cho Yoon-jeong Francesca Schiavone   | 7-65, 6-1          | Tableau        |
| 33 | 12-07-2004 | Bank of the West Classic Stanford             | Tier II        | 585 000 $      | Dur (ext.)      | Eléni Daniilídou Nicole Pratt         | Iveta Benešová Claudine Schaul       | 6-2, 6-4           | Tableau        |
| 34 | 25-07-2005 | Bank of the West Classic Stanford             | Tier II        | 585 000 $      | Dur (ext.)      | Cara Black Rennae Stubbs              | Elena Likhovtseva Vera Zvonareva     | 6-3, 7-5           | Tableau        |
| 35 | 25-07-2006 | Bank of the West Classic Stanford             | Tier II        | 600 000 $      | Dur (ext.)      | Anna-Lena Grönefeld Shahar Peer       | Maria Elena Camerin Gisela Dulko     | 6-1, 6-4           | Tableau        |
| 36 | 23-07-2007 | Bank of the West Classic Stanford             | Tier II        | 600 000 $      | Dur (ext.)      | Sania Mirza Shahar Peer               | Victoria Azarenka Anna Chakvetadze   | 6-4, 7-65          | Tableau        |
| 37 | 14-07-2008 | Bank of the West Classic Stanford             | Tier II        | 600 000 $      | Dur (ext.)      | Cara Black Liezel Huber               | Elena Vesnina Vera Zvonareva         | 6-4, 6-3           | Tableau        |
| 38 | 27-07-2009 | Bank of the West Classic Stanford             | Premier        | 700 000 $      | Dur (ext.)      | Serena Williams Venus Williams        | Chan Yung-Jan Monica Niculescu       | 6-4, 6-1           | Tableau        |
| 39 | 26-07-2010 | Bank of the West Classic Stanford             | Premier        | 700 000 $      | Dur (ext.)      | Lindsay Davenport Liezel Huber        | Chan Yung-Jan Zheng Jie              | 7-5, 6-78, [10-8]  | Tableau        |
| 40 | 25-07-2011 | Bank of the West Classic Stanford             | Premier        | 721 000 $      | Dur (ext.)      | Victoria Azarenka Maria Kirilenko     | Liezel Huber Lisa Raymond            | 6-1, 6-3           | Tableau        |
| 41 | 09-07-2012 | Bank of the West Classic Stanford             | Premier        | 740 000 $      | Dur (ext.)      | Marina Erakovic Heather Watson        | Jarmila Gajdošová Vania King         | 7-5, 7-67          | Tableau        |
| 42 | 22-07-2013 | Bank of the West Classic Stanford             | Premier        | 795 707 $      | Dur (ext.)      | Raquel Kops-Jones Abigail Spears      | Julia Görges Darija Jurak            | 6-2, 7-64          | Tableau        |
| 43 | 28-07-2014 | Bank of the West Classic Stanford             | Premier        | 710 000 $      | Dur (ext.)      | Garbiñe Muguruza Carla Suárez Navarro | Paula Kania Kateřina Siniaková       | 6-2, 4-6, [10-5]   | Tableau        |
| 44 | 03-08-2015 | Bank of the West Classic Stanford             | Premier        | 665 900 $      | Dur (ext.)      | Xu Yifan Zheng Saisai                 | Anabel Medina Arantxa Parra Santonja | 6-1, 6-3           | Tableau        |
| 45 | 18-07-2016 | Bank of the West Classic Stanford             | Premier        | 687 900 $      | Dur (ext.)      | Raquel Atawo Abigail Spears           | Darija Jurak Anastasia Rodionova     | 6-3, 6-4           | Tableau        |
| 46 | 31-07-2017 | Bank of the West Classic Stanford             | Premier        | 710 900 $      | Dur (ext.)      | Abigail Spears Coco Vandeweghe        | Alizé Cornet Alicja Rosolska         | 6-2, 6-3           | Tableau        |
|    | 2018-2022  | Pas de tournoi                                | Pas de tournoi | Pas de tournoi | Pas de tournoi  | Pas de tournoi                        | Pas de tournoi                       | Pas de tournoi     | Pas de tournoi |
| 47 | 14-08-2023 | Golden Gate Open at Stanford Stanford         | WTA 125        | 115 000 $      | Dur (ext.)      | Jodie Burrage Olivia Gadecki          | Hailey Baptiste Claire Liu           | 7-64, 66-7, [10-8] | Tableau        |